# Elaeagnus stellipila
Elaeagnus stellipila là một loài thực vật có hoa trong họ Elaeagnaceae. Loài này được Rehder mô tả khoa học đầu tiên năm 1915.